# Балка Козача
Ба́лка Коза́ча (рос. б. Казачья) — балка (річка) в Україні у Станично-Луганському районі Луганської області. Ліва притока річки Теплої (басейн Азовського моря).

## Опис
Довжина річки приблизно 9,15 км, найкоротша відстань між витоком і гирлом — 7,35 км, коефіцієнт звивистості річки — 1,25. Формується декількома безіменними притоками та загатами. Балка частково пересихає.

## Розташування
Бере початок на північній околиці селища Козачий. Тече переважно на північний захід і в селі Верхній Мінченок впадає в річку Теплу, ліву притоку Сіверського Дінця.

## Цікаві факти
- Від витоку балки на східній стороні на відстані приблизно 5,25 км пролягає автошлях Т 1314[2] (автомобільний шлях територіального значення в Луганській області. Проходить територією Марківського, Біловодського та Станично-Луганського районів через Просяне (пункт контролю) — Марківку — Біловодськ — Широкий. Загальна довжина — 93,8 км).
- У минулому столітті на балці існувала водокачка[1].